# Терраньи, Джузеппе
Джузеппе Терраньи (итал. Giuseppe Terragni; 18 апреля 1904, Меда — 19 июля 1943, Комо) — итальянский архитектор.

## Биография
В 1921 году окончил технический колледж в Меде и поступил в Школу архитектуры Политехнического института в Милане, которую окончил в 1926 году. В 1927 году вместе с братом Аттилио Джузеппе открывает собственную архитектурную мастерскую в Комо, где и работал до самой смерти. Его творчество выпало на период фашистского режима Муссолини. Испытал влияние Антонио Сант'Элиа. Совместно с архитекторами Адальберто Либерой, Убальдо Кастальони, Луиджи Фиджини, Гвидо Фретте, Джузеппе Пагано, Джино Поллини, Карло Энрико Рава и Себастьяно Ларко в 1926 году основал «Группу семи», способствовавшую распространению идей рационализма и движения новеченто в Италии. Это был коллектив профессионалов, который стремился продлить существующее архитектурное мышление и поиск формального и функционального потенциала посредством принятия итальянского рационализма. Члены организации боролись с проявлениями неоклассицизма и необарокко в архитектуре. Группой был издан Манифест в защиту рационализма в архитектуре и основано Движение итальянской рациональной архитектуры MIAR («Movimento Italiano di Architettura Razionale»).
По случаю первой итальянской выставки рациональной архитектуры, которая была проведена, в 1928 в Риме, «Группа семи» была расширена, в неё вошли пятьдесят архитекторов из различных регионов Италии.
В течение всей карьеры, которая длилась всего 13 лет, Терраньи создал небольшую, но замечательную группу сооружений, большинство из которых были построены в Комо, одном из центров новой архитектуры  Италии . Эти работы составляют ядро итальянской рационалистической или модернистской архитектуры. Терраньи также был одним из лидеров художественной группы «astrattisti comaschi» с Марио Радиче и Манлио Ро, что было также одним из значительных событий в итальянском современном искусстве.
Первое здание, построенное Джузеппе Терраньи в совершенстве выражающее значимость рациональной архитектуры был жилой дом «Novocomum» в Комо (1927-29). В ходе дебатов была отмечена сильная полемика против здания, его называли «трансатлантическим». В частности, объемная установка Терраньи переворачивает традиционную модель, а решение угла объединяет это здание с такими иностранными моделями, как «Дом культуры имени Зуева» в Москве (1926-28) структуралиста Ильи Голосова, и построенного Голосовым на конкурсной основе здания для «Электробанка» в Москве (1926).
В 1932 году Терраньи участвовал в «Выставке фашистской революции». Его самая известная работа — дом Фасций — построен в Комо. Начат был в 1932 и завершен в 1936 годах, и был украшен фресками художника-абстракциониста Марио Радиче. В 1938 году по приказу фашистского правительства Муссолини, Терраньи начинает возводить Дантеум — памятник Данте Алигьери. Проект памятника, задуманного как аллегория Божественной комедии был представлен на выставке в 1942 году в Риме.
В своих последних проектах Терраньи достиг более выраженного средиземноморского характера архитектуры путём слияния современной теории и традиции.
Терраньи умер от тромбоза сосудов головного мозга на лестнице дома своей невесты в Комо в 1943 году.

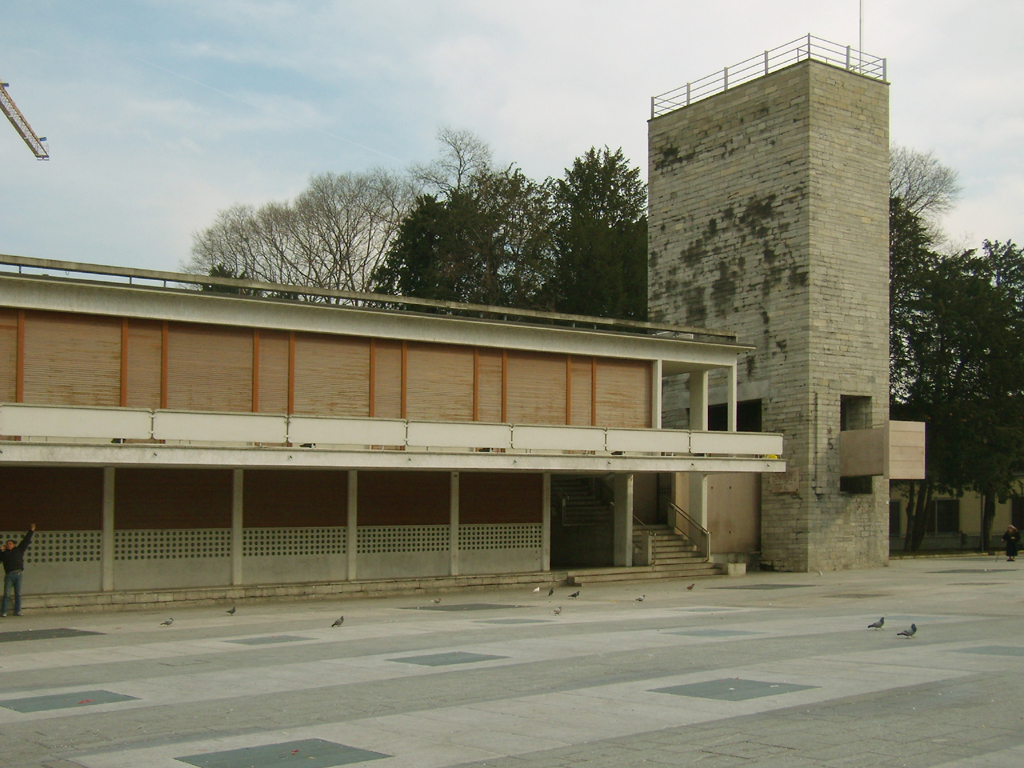
Палаццо Терраньи a Лиссоне, Брианца

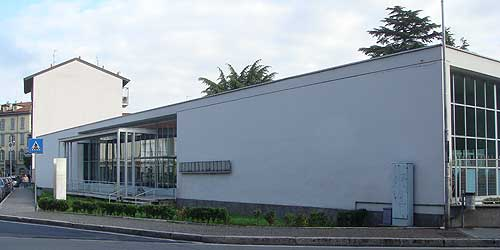
Комо — Приют Сант’Элиа

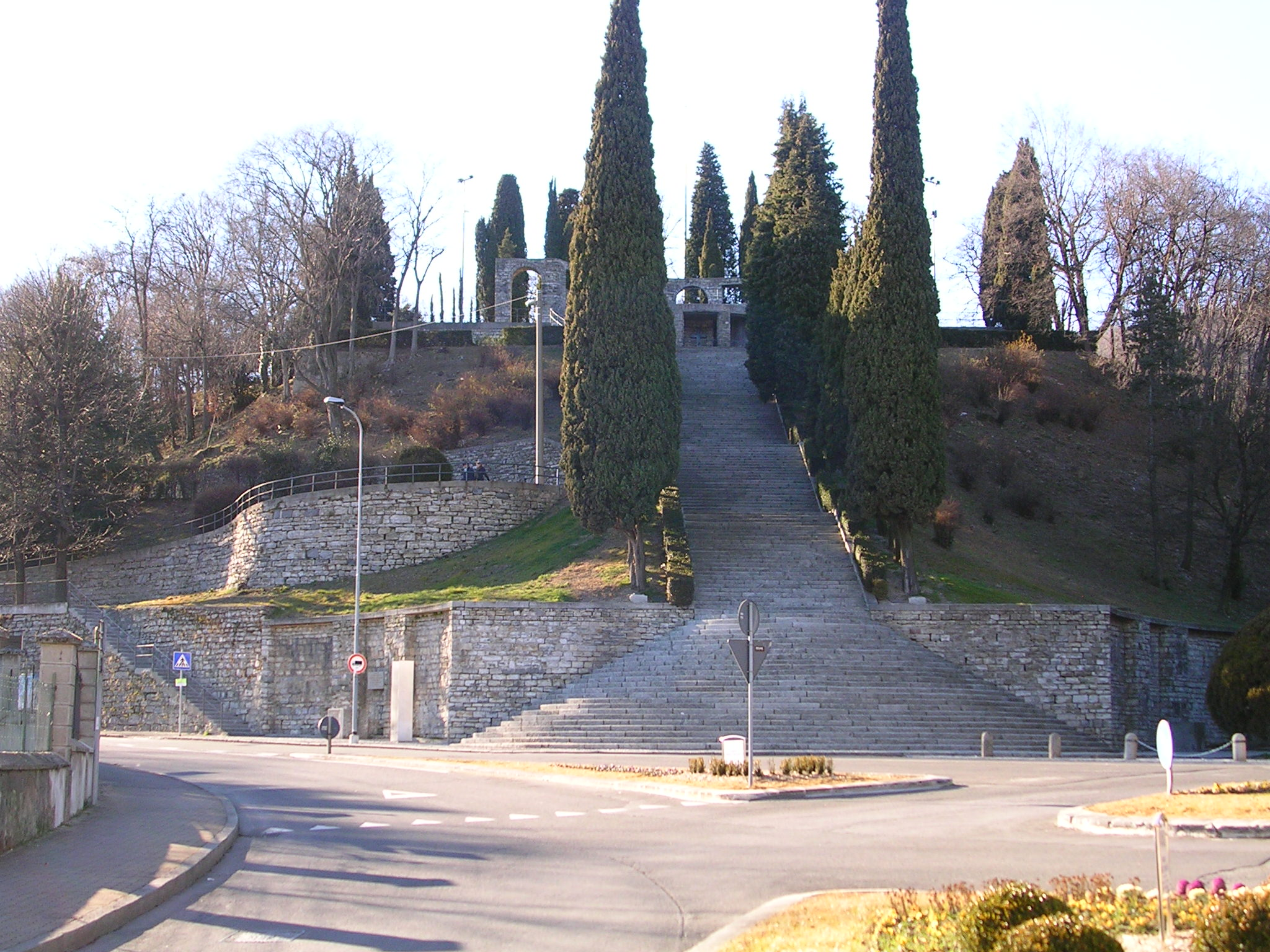
Памятник павшим в Первой мировой войне в Эрба, спроектировал и построил Джузеппе Терраньи, 1930

## Работы Джузеппе Терраньи
- Фасад первых двух этажей Barchetta в Комо (1926 — 27);
- Novocomum в Комо (1927 — 29);
- Памятник павшим в Первой мировой войне (1926 — 32);
- Военный мемориал Комо (1931 — 32);
- Усыпальница, Комо (1932);
- Выставка фашистской революции в Риме (1932);
- Albergo Posta, Комо (1930 — 35);
- Проект Вилла с пристанью (1932);
- Каса-дель-Фашио в Комо (1932 — 36);
- Народный дом в Милане (1933 — 35) в соавторстве с Пьетро Линджери;
- Вилла Лемпицка в Бриенно (1933), не окончено;
- Дом Тонинелло в Милане (1933), в соавторстве Пьетро Линджери;
- Casa Ghiringhelli в Милан (1933) в соавторстве с Пьетро Линджери;
- Дом отдыха на берегу озера для художника (нереализованный проект для V Триеннале ди Милано, 1933), с Череджини, Дель`Аква, Джуссани, Линджери, Мантеро, Ортелли, Пончо, Роот и Низзоли;
- Памятник Роберто Сарфатти на Асиаго плато (1934);
- Дом Лавеццари в Милане (1934), в соавторстве с Пьетро Линджери;
- Дом-рустик Комолли в Милане (1935) в соавторстве с Пьетро Линджери;
- Вилла Бьянки в Реббио, (1935-1937);
- Проект виллы на берегу озера, (1936);
- Зал гребли на Национальной Спортивной выставке в соавторстве с Пьетро Линджери;
- Палаццо Терраньи в Лиссоне, ранее Каса-дель-Фашио, в Брианца (1938—1940)[8];
- Белая вилла в Севесо (1936—1937);
- Приют Сант-Элиа в Комо (1936—1937);
- Дом Педральо (1935—1937);
- Дом Джулиани Фриджерио в Комо (1939—1942).